# CNA Literary Award
Der CNA Literary Award, Langform Central News Agency Literary Award; Afrikaans CNA-Prys vir Letterkunde, war ein bedeutender Literaturpreis in Südafrika, der von 1961 bis 1996 vergeben wurde. Der Stifter Central News Agency (CNA) ist die führende südafrikanische Buchhandelskette. 

## Beschreibung
Je ein Preis wurde jährlich für Prosa- oder Poesiewerke südafrikanischer Schriftsteller vergeben, die auf Englisch oder Afrikaans schrieben. Weitere in Südafrika gesprochene Sprachen wurden erst 1996, im letzten Vergabejahr, berücksichtigt. Gelegentlich gab es geteilte Preise oder keinen Preisträger in einer Kategorie. Ab 1992 gab es zusätzlich einen Preis für das beste Debüt. 1996 lauteten die Kategorien Creative Literature, Non-Fiction und Children’s Literature (etwa: „Kreative Literatur“, „Sachbuch“, „Kinderbuch“) Prämiert wurden jeweils Werke aus dem abgelaufenen Literaturjahr. Breyten Breytenbach gewann den Preis fünf Mal; 1983 lehnte er ihn aber aus politischen Gründen ab. Nadine Gordimer, J. M. Coetzee, André Brink, Elisabeth Eybers, Henriette Grové und Chris Barnard wurden je drei Mal ausgezeichnet. Ellen Kuzwayo war 1985 die erste Schwarze, die den Preis gewann. 
Die Preisverleihung erfolgte an unterschiedlichen Orten, etwa in einem Tanzsaal in Sandton, dem Foyer des Market Theatre in Johannesburg oder dem Grahamstown Festival. Initiator des Preises war Philip Stein.

## Rezeption
Der CNA Literary Award galt in der Zeit der Apartheid als wichtigster Literaturpreis Südafrikas. Seine zivilgesellschaftliche Bedeutung bestand darin, Schriftstellern jenseits der staatlichen Repression ein Forum zu bieten und selbst ein Zeichen gegen die in den 1960er Jahren eingeführte Zensur zu setzen.

## Liste der preisgekrönten Werke

### 1960er Jahre
- 1961: Siegfried Stander: This Desert Place (englisch)
- 1961: Chris Barnard: Bekende onrus (Afrikaans)
- 1962: Mary Renault: The Bull from the Sea (englisch)
- 1962: Nicolaas Petrus van Wyk Louw: Tristia: en ander verse, voorspele en vlugte (Afrikaans)
- 1963: Laurens van der Post: The Seed and the Sower (englisch)
- 1963: D. J. Opperman: Dolosse (Afrikaans)
- 1964: Alan Paton: Hofmeyr (englisch)
- 1964: Etienne Leroux: Een vir Azazel (Afrikaans)
- 1965: Godfrey Le May: British Supremacy in South Africa, 1899–1907 (englisch)
- 1965: André Brink: Olé (Afrikaans)
- 1966: Thelma Gutsche: No Ordinary Woman (englisch)
- 1966: Henriette Grové: Jaarringe (Afrikaans)
- 1967: Laurens van der Post: The Hunter and the Whale (englisch)
- 1967: Breyten Breytenbach: Die huis van die dowe (Afrikaans)
- 1968: Siegfried Stander: The Horse (englisch)
- 1968: Chris Barnard: Duiwel-in-die-bos (Afrikaans)
- 1969: Breyten Breytenbach: Kouevuur (Afrikaans)

### 1970er Jahre
- 1970: John McIntosh: The Stonefish (englisch)
- 1970: Breyten Breytenbach: Lotus (Afrikaans)
- 1971: Jack Cope: The Rain-Maker (englisch)
- 1971: Elsa Joubert: Bonga (Afrikaans)
- 1971: P. G. du Plessis: Siener in die suburbs (Afrikaans)
- 1972: Sheila Fugard: The Castaways (englisch)
- 1972: Karel Schoeman: Na die geliefde land (Afrikaans)
- 1973: Alan Paton: Apartheid and the Archbishop (englisch)
- 1973: Elisabeth Eybers: Kruys of munt (Afrikaans)
- 1974: Nadine Gordimer: The Conservationist (englisch)
- 1974: Leon Rousseau: Die groot verlange (Afrikaans)
- 1975: Guy Butler: Selected Poems (englisch)
- 1975: Anna M. Louw: Kroniek van Perdepoort (Afrikaans)
- 1976: Anthony Delius: Border (englisch)
- 1976: Etienne Leroux: Magersfontein, o Magersfontein! (Afrikaans)
- 1977: J. M. Coetzee: In the Heart of the Country (englisch)
- 1977: Elisabeth Eybers: Einder (Afrikaans)
- 1978: André Brink: Rumours of Rain (englisch)
- 1978: Elsa Joubert: Die swerfjare van Poppie Nongena (Afrikaans)
- 1979: Nadine Gordimer: Burger’s Daughter (englisch)
- 1979: D. J. Opperman: Komas uit ’n bamboesstok (Afrikaans)

### 1980er Jahre
- 1980: J. M. Coetzee: Waiting for the Barbarians (englisch)
- 1981: Nadine Gordimer: July’s People (englisch)
- 1981: Sheila Cussons: Die woedende brood (Afrikaans)
- 1982: André Brink: A Chain of Voices (englisch)
- 1982: Elisabeth Eybers: Bestand (Afrikaans)
- 1983: Breyten Breytenbach: (’Yk’): Die vierde bundel van die ongedanste dans (Afrikaans; Preis abgelehnt)
- 1983: Henriette Grové: Die kêrel van die Pêrel of anatomie (Afrikaans)
- 1984: J. M. Coetzee: Life & Times of Michael K (englisch)
- 1984: Douglas Livingstone: Selected Poems (englisch)
- 1985: Ellen Kuzwayo: Call Me Woman (englisch)
- 1985: Theunis Cloete: Allotroop (Afrikaans)
- 1986: David Robbins: The 29th Parallel: A South African Journey (englisch)
- 1986: Etienne van Heerden: Toorberg (Afrikaans)
- 1987: Ella Macphail: Phoebe & Nio (englisch)
- 1987: Ernst van Heerden: Amulet teen die vuur (Afrikaans)
- 1988: Christopher Hope: White Boy Running (englisch)
- 1989: Breyten Breytenbach: Memory of Snow and Dust (englisch)
- 1989: Etienne van Heerden: Liegfabrik (Afrikaans)

### 1990er Jahre
- 1990: Henriette Grové: In die kamer was ’n kas (Afrikaans)
- 1990: Jeanne Goosen: Ons is nie almal so nie (Afrikaans)
- 1992: Damon Galgut: The Beautiful Screaming of Pigs (englisch)
- 1992: John Miles: Kroniek uit die doofpot (Afrikaans)
- 1992: Tatamkulu Ismail Afrika: Nine Lives (Debut Award)
- 1993: Chris Barnard: Moerland (Afrikaans) (nach anderen Angaben 1994)
- 1993: Nelson Mandela: Long Walk to Freedom (englisch) (nach anderen Angaben 1994 oder 1995)
- 1993: Tim Couzens: Tramp Royal: The True Story of Trader Horn (englisch)
- 1993: Mike Nicol: This Day and Age (englisch)
- 1993: Mark Behr: The Smell of Apples (Debut Award)
- 1993: David Lamblin: Plain of Darkness (Debut Award)
- 1994: Ivan Vladislavić: The Folly (englisch) (nach anderen Angaben 1993)
- 1994: Karel Schoeman: Hierdie lewe (Afrikaans) (nach anderen Angaben 1993)
- 1994: Piet van Rooyen: Die spoorsnyer (Debut Award)
- 1995: Marlene van Niekerk: Triomf (Afrikaans)
- 1996: Sarah Ruden: Other Places (Creative Literature)
- 1996: Margaret McCord: The Calling of Katie Makanye (Non-Fiction)

## Weitere südafrikanische Literaturpreise (Auswahl)
- Für afrikaanssprachige Werke werden seit 1916 der Hertzogprys und seit 1954 der Hofmeyrprys vergeben.
- Der Sunday Times Alan Paton Award wird seit 1993 für Sachbücher, der Sunday Times Fiction Prize seit 2001 für Belletristik vergeben.